# Charles Dalton

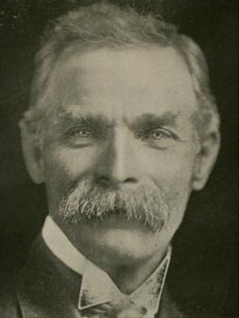
Charles Dalton

Charles Dalton (* 9. Juni 1850 in Tignish, Prince Edward Island; † 28. Dezember 1933 in Charlottetown) war ein kanadischer Unternehmer, Politiker und Philanthrop. Von 1930 bis zu seinem Tod war er Vizegouverneur der Provinz Prince Edward Island.

## Biografie
Dalton arbeitete nach seiner Schulzeit zunächst als Landwirt, später als Apotheker. Er gehört zu den Pionieren der Zucht von Silberfüchsen zur Gewinnung von Silberfuchsfellen. 1887 baute er einen Zuchtbetrieb auf und sorgte maßgeblich dafür, dass sich die Provinz zu einem weltweit führenden Zentrum der Pelztierzucht entwickelte. Mit dem Verkauf seines Zuchtbetriebs machte er 1914 ein Vermögen und erwarb die Zeitung Charlottetown Guardian. Hauptsächlich widmete sich Dalton aber wohltätigen Zwecken. Während des Ersten Weltkriegs spendete er der kanadischen Regierung einen Ambulanzwagen und finanzierte eine Schule in Tignish. Nachdem seine Tochter an Tuberkulose gestorben war, verschrieb er sich der Bekämpfung dieser Krankheit und finanzierte den Bau eines Sanatoriums. 1916 wurde er aufgrund seiner vielfältigen Verdienste in den Gregoriusorden aufgenommen.
Als Mitglied der Prince Edward Island Conservative Party kandidierte Dalton 1912 mit Erfolg bei den Wahlen zur Legislativversammlung. 1915 gelang ihm die Wiederwahl, 1919 wurde er jedoch abgewählt. Bis 1917 war er Minister ohne Geschäftsbereich im Provinzkabinett von John Alexander Mathieson. Generalgouverneur Lord Willingdon vereidigte Dalton am 29. November 1930 als Vizegouverneur von Prince Edward Island. Dieses repräsentative Amt übte er etwas mehr als drei Jahre lang bis zu seinem Tod aus.